# Episodi di Please Like Me (seconda stagione)
La seconda stagione della serie televisiva Please Like Me è andata in onda in Australia dal 12 agosto al 14 ottobre 2014 su ABC2.
In Italia, la stagione è disponibile su Netflix dal 2 dicembre 2016, in lingua originale con sottotitoli in italiano.
I titoli originali degli episodi sono tutti collegati a cibo e drink.
| n° | Titolo originale        | Titolo Italiano | Prima TV Australia | Prima TV Italia |
| -- | ----------------------- | --------------- | ------------------ | --------------- |
| 1  | Milk                    |                 | 12 agosto 2014     | 2 dicembre 2016 |
| 2  | Ham                     |                 | 19 agosto 2014     | 2 dicembre 2016 |
| 3  | Parmigiana              |                 | 26 agosto 2014     | 2 dicembre 2016 |
| 4  | Gang Keow Wan           |                 | 2 settembre 2014   | 2 dicembre 2016 |
| 5  | Sausage Sizzle          |                 | 9 settembre 2014   | 2 dicembre 2016 |
| 6  | Lapin La Cocotte        |                 | 16 settembre 2014  | 2 dicembre 2016 |
| 7  | Scroggin                |                 | 23 settembre 2014  | 2 dicembre 2016 |
| 8  | Truffled Mac and Cheese |                 | 30 settembre 2014  | 2 dicembre 2016 |
| 9  | Skinny Latte            |                 | 7 ottobre 2014     | 2 dicembre 2016 |
| 10 | Margherita              |                 | 14 ottobre 2014    | 2 dicembre 2016 |